# António Lopes Ribeiro
António Lopes Ribeiro (Lisbona, 16 aprile 1908 – Lisbona, 14 aprile 1995) è stato un regista e critico cinematografico portoghese.

## Biografia
Il lavoro di António Lopes Ribeiro si inserisce nel contesto della politica culturale dell'Estado Novo promossa da António de Oliveira Salazar. Per oltre quarant’anni realizzò più di cinquanta film tra documentari, lungometraggi, cortometraggi. Al tempo del cinema muto insieme a Leitão de Barros visitò i principali studi europei, dove ebbe modo di incontrare Dziga Vertov ed Ėjzenštejn. Dopo il suo primo film sonoro, Gado Bravo del 1934, nel 1936 realizza il più noto film di propaganda  portoghese, A Revolução de Maio, sul colpo di Stato del 28 maggio 1926 che porta alla caduta della prima repubblica portoghese, «una delle più giovani Repubbliche europee, impiantata nel 1910». Tra il 1940 e il 1970 parte della sua produzione cinematografica fu dedicata agli eventi ufficiali dell'Estado Novo, al punto da essere definito "cineasta del regime". I suoi ultimi film, del 1970, riguardavano il Portogallo in lutto per la morte di Salazar e il Portogallo all'Expo '70. In seguito alla Rivoluzione dei garofani Lopes Ribeiro dovette abbandonare i ruoli nella Rádio e Televisão de Portugal, dove conduceva il programma Museu do Cinema dal 1957. Nonostante la sua figura controversa, non fu dimenticato in quanto regista, e negli anni '80 venne presentato presso la Cinemateca Portuguesa un ciclo a lui dedicato. Nella sua epoca d'oro coinvolse e rese famoso il fratello minore, l’attore Ribeirinho (Francisco Carlos Lopes Ribeiro, Lisbona 21 settembre 1911 – ivi 7 febbraio 1984).  

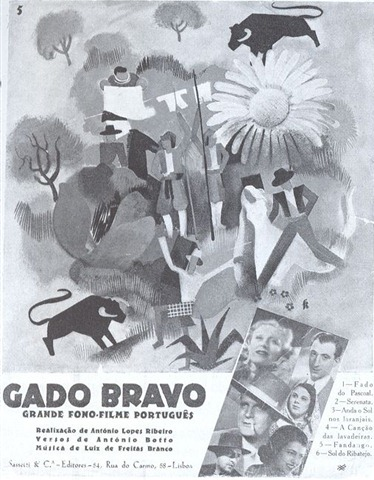
Manifesto del film di António Lopes Ribeiro Gado Bravo del 1934

## Autore ufficiale
Il cinema portoghese è sempre stato messo in relazione con  la storia novecentesca del paese, storicamente appartato, al rapporto «tra estetica e politica (…) particolarmente care al dibattito contemporaneo». In questa ottica, in un’intervista, Fernando Lopes ebbe a dichiarare: «Conoscevamo Leitão de Barros e Lopes Ribeiro, che erano gli autori ufficiali, i "padroni" (soprattutto Lopes Ribeiro) del cinema».
Nel 1941 Lopes Ribeiro realizza il sontuoso documentario di 62 minuti A Exposição do Mundo Português che coinvolge l'architetto Cottinelli Telmo, autore con Leopoldo de Almeida del Monumento alle scoperte. L'interno di ogni padiglione è un deposito riguardante spazi e tempi della storia portoghese dalla fondazione all'Estado Novo, unico stato straniero presente il Brasile.

## Critico cinematografico
Lopes Ribeiro insieme a Chianca de Garcia nel 1928 fondarono la prima serie di Imagem, di cui quest'ultimo diventerà direttore. La rivista nasce in quello che viene considerato il primo periodo di censura del regime, che va dal 1928 al 1935, quando ancora essa era caratterizzata da una relativa mitezza, che terminò in corrispondenza della Guerra civile spagnola quando la crociata anticomunista divenne egemone.

## Filmografia

### Regista

#### Lungometraggi
- Gado Bravo  (1934)
- A Revolução de Maio  (1937)
- O Pai Tirano (1941)
- Frei Luís de Sousa (1950)
- O Primo Basílio (1959)

#### Documentari
- Bailando ao sol  (1928)
- Uma Batida em Malpique  (1929)
- A Exposição do Mundo Português  (1941)